# Henriette Sontag

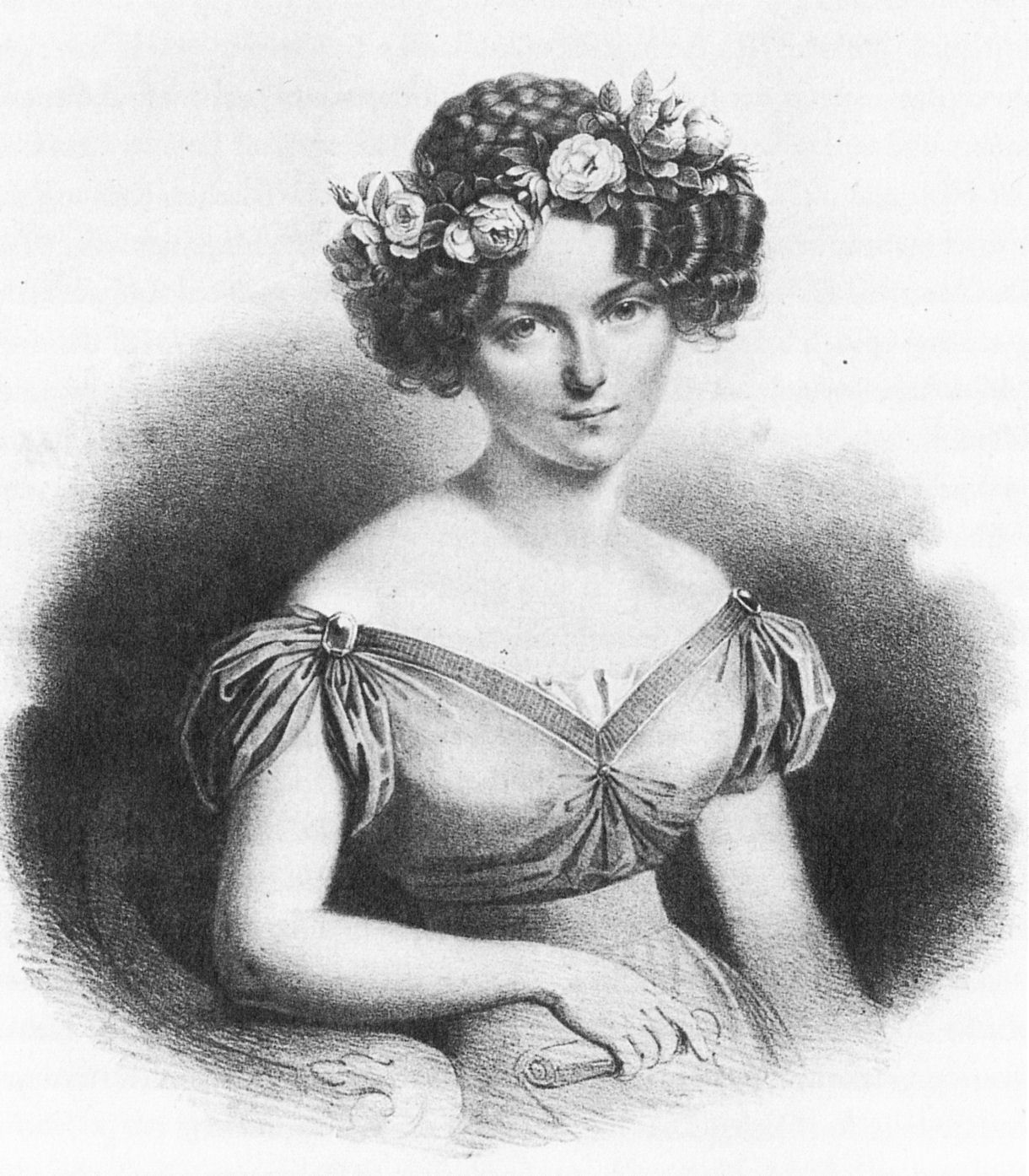
Henriette Sontag.

Henriette Sontag, de nom real Gertrude Walpurgis Sontag (Koblenz, 3 de gener de 1806 − 17 de juny de 1854) va ser una famosa soprano alemanya del segle xix. El compositor italià Gioachino Rossini va arribar a dir d'ella que tenia "la veu més pura de soprano" que ell mai havia escoltat.

## Orígens
Sontag va néixer a Koblenz, Alemanya, el 3 de gener de 1806 en el si d'una família d'artistes ambulants. Era filla de l'actor Franz Sontag i de la cantant Franziska Martloff, gràcies als quals va poder rebre des de petita entrenament teatral i musical. Ja als 6 anys va representar un petit paper en una opereta anomenada "La filla del Danubi".
El 1819, en complir 13 anys, mor el seu pare, motiu pel qual la seva mare decideix enviar-la a Praga, on va buscar el consell del jove compositor Carl Maria von Weber, que dirigia l'orquestra de la ciutat. Gràcies al seu suport, Henriette va poder entrar al conservatori de la ciutat tot i la seva curta edat. En aquesta institució la cantant va rebre lliçons de cant i música d'Anton Bayer, el qual era amic de Weber. El 1821 i amb només 15 anys va debutar reemplaçant una protagonista malalta en el rol titular de Jean de Paris, de Boïeldieu, al teatre de la ciutat de Praga, cosa que li va donar un enorme èxit i també la possibilitat de completar els seus estudis a Viena.

## Èxit a Alemanya
El 1823 va aparèixer a Leipzig com a Agathe a El Caçador furtiu, de Weber, cosa que va suposar la seva consagració definitiva. Va marxar a l'Òpera de l'Estat de Viena, on va interpretar òperes tant alemanyes com italianes amb un gran èxit. Després de sentir cantar La donna del lago, de Rossini, Weber va escriure per a ella el paper titular de Euryanthe, que es va representar el 25 d'octubre de 1823. El 1824 va passar al Königstäder Theater de Berlín on es va convertir ràpidament en la favorita del públic, guanyant-se al mateix rei de Prússia com un dels seus admiradors. Per aquesta mateixa època va conèixer també el Comte Rossi, el seu futur marit.
El 7 de maig de 1824 va ser la primera intèrpret de la part de soprano en la Novena Simfonia i de la Missa Solemnis de Beethoven en el seu debut al Theater am Kärntnertor de Viena.

## Debut a París
El 1826 va debutar en el Theatre Italiene de París com a Rosina a El barber de Sevilla, de Rossini, i hi seguiren actuacions com Elena, a La donna del lago, i Isabella, a L'italiana in Algeri, de Rossini. El triomf va ser immediat i la jove soprano es va convertir en la nova atracció musical de la capital francesa.
El 1828 va abandonar definitivament Alemanya i es va radicar a París. Dividint actuacions entre la capital francesa i Londres, la cantant era considerada una de les millors de l'època. Aquell mateix any es va casar en secret amb el Comte Carlo Rossi, ambaixador de Sardenya. Durant la seva estada a París va ser notòria la seva rivalitat amb Maria Malibran, una llegenda de l'època. Malgrat les tensions inicials i les divisions entre el públic, totes dues cantants es van convertir en sinceres amigues. Segons les anècdotes, la Malibran era una de les poques persones que sabien del matrimoni de la Sontag.
Durant el període en què el matrimoni es va mantenir en secret, el Comte Rossi va tractar infructuosament d'aconseguir un títol nobiliari per a la Sontag perquè el matrimoni entre tots dos tingués la validesa necessària davant els ulls de les corts europees.
Tal desig mai es va complir i la pressió política exercida sobre el Comte va portar la parella a fer públic el matrimoni que els unia. La Sontag llavors va decidir fer un pas al costat i es va retirar dels escenaris el 1830 amb només 24 anys i al cim de la seva popularitat i possibilitats artístiques.

## Segon debut, a Londres
Durant el període de retir, la cantant va aparèixer diverses vegades en concerts de caritat o bé en actuacions en les corts europees. El treball del seu marit la va portar per diverses ciutats europees. Al llarg d'aquest període la cantant va viure a Brussel·les, Berlín, La Haia i Frankfurt.
La revolució de 1848 va produir un profund revés econòmic a les finances del matrimoni i malgrat les pressions socials la Sontag va acceptar un contracte per sis mesos amb el Her Majesty's Theatre de Londres, per després aparèixer per tota Anglaterra i França. El seu segon debut va ser tan reeixit com el primer. La vida casolana i la inactivitat artística no havien minvat la veu de la soprano, que seguia tan pura com 20 anys enrere.
En el mateix teatre va estrenar el paper principal de La Tempesta, de Jacques Fromental Halévy, el 1850, i després d'una triomfal gira per les ciutats alemanyes va partir cap als Estats Units d'Amèrica el 1852.

## Gires per Amèrica i la seva sobtada mort
El setembre de 1852 va aparèixer en sòl nord-americà acompanyada per la violinista francesa Camille Urso, i en triomfals actuacions van recórrer el país durant poc menys de dos anys. Contractada per una companyia per a presentar-se a la Ciutat de Mèxic, la cantant va fer la seva última actuació com a Lucrezia Borgia en l'òpera homònima de Donizetti. Després de la representació la cantant va caure malalta, presentant els símptomes del còlera. Després de sis dies d'agonia va morir el 17 de juny de 1854 als 48 anys.

## La seva veu i figura
La veu de Sontag, que va ser catalogada per Rossini com "la veu més pura de soprano", era excepcional per la seva flexibilitat, bellesa i amplitud. La seva àmplia tessitura li permetia cantar en rols de soprano i de mezzosoprano, però els seus èxits més grans els va aconseguir en rols aguts. Tot i així, podia combinar rols de soprano pura, com Agatha al El caçador furtiu, Donna Anna a Don Giovanni, de Mozart, Semiramide, Desdemona a Otello o Amenaide a Tancredi, de Rossini, les parts de soprano de la Novena Simfonia, la Missa Solemne, de Beethoven, o Lucrezia Borgia, de Donizetti, juntament amb rols greus de mezzosoprano, com Rosina a El barber de Sevilla o Isabella a L'italiana in Algeri.
Com a actriu va ser sempre més adequada als rols càndids i delicats que s'avenien a la perfecció amb el seu físic prim, el seu rostre bell i la seva curta edat al moment dels primers triomfs. Mai va poder tenir una flexibilitat histriònica capaç de competir amb Maria Malibran, com tampoc la contundència vocal a l'extrem greu del registre per obtenir el mateix èxit en els rols de contralt, cosa que la Malibran aconseguia com ningú.